# راؤول دي توماس
راؤول دي توماس غوميز (بالإسبانية: Raúl de Tomás)‏ (تلفظ بالإسبانية: ‎/raˈul de toˈmaz ˈɣomeθ/‏؛ مواليد 17 أكتوبر 1994) هو لاعب كرة قدم إسباني يلعب في مركز المهاجم مع نادي اسبانيول في الدوري الاسباني .

## مسيرته الكروية
ولد راؤول دي توماس في مدريد لأم دومينيكية، انضم دي توماس إلى إعداد فئات الشباب لريال مدريد في عام 2004، بعد أن بدأ في سان روكي. لعب أول مباراة له في 8 أبريل 2012، حيث لعب آخر 21 دقيقة مع ريال مدريد ج في مباراة الفوز 2–0 على ضيفه بوزويلو ألاركون في دوري الدرجة الثالثة الإسباني.
تمت ترقية دي توماس إلى الفريق الثالث في منتصف عام 2012، الفريق الذي يلعب في الدوري الإسباني الدرجة الثانية بي. في 17 أغسطس 2012، شارك في مباراته الأولى مع الفريق، حيث دخل كبديل عن خوان فرانسيسكو في الخسارة 1–2 أمام فياريال في دوري الدرجة الثانية الإسباني.
في 16 ديسمبر، مع الفريق ج، سجل دي توماس هاتريك في مباراة الفوز 5–2 أمام سي دي مارينو. استمر في تمثيل كلا الفرعين خلال الموسم، وتمت ترقيته بالتأكيد إلى كاستيا في سبتمبر 2013.
سجل دي توماس أول هدف احترافي له في 4 ديسمبر 2013، حيث سجل الهدف الأول في فوزه على أرضه 3–2 أمام جيرونا. ساهم بستة من كل 27 مباراة أخرى خلال الموسم، حيث هبط الكاستيا.
في يوليو 2014 تم ضم دي توماس إلى التشكيلة الأساسية للمباريات التحضيرية للموسم في الولايات المتحدة. شارك لأول مرة مع الفريق الأول في 29 أكتوبر 2014، بعد أن دخل كبديل عن كريم بنزيما في مباراة الفوز 4–1 أمام كورنيا في كأس ملك إسبانيا.
في 31 أغسطس 2015 تمت إعارة دي توماس إلى قرطبة في دوري الدرجة الثانية الإسباني لمدة موسم واحد. بعدها بعام، انتقل إلى بلد الوليد في صفقة إعارة لمدة موسم واحد.
في 1 سبتمبر 2017، تمت إعارته إلى رايو فايكانو لموسم واحد. وكان ثاني أفضل هداف لهذا الموسم برصيد 24 هدف، من ضمنها تسجيله هاتريك في مباريات الفوز على لورقة وكولتورال ليونيسا وريوس ديبورتيو، حيث فاز مع الفريق بالدوري وتأهل إلى الدرجة الأولى.
في 17 يونيو 2018، وقع دي توماس عقدًا جديدًا مع ريال مدريد حتى عام 2023. بعد شهرين، أُعير إلى رايو فايكانو لموسم أخر.
سجل دي توماس هدفه الأول في الدوري الإسباني في 22 سبتمبر 2018، في مباراة الهزيمة 1–5 أمام ديبورتيفو ألافيس. في 11 يناير من العام التالي، أيضًا على ملعب فاييكاس، ساعد فريقه بالفوز 4–2 على سيلتا فيغو من خلال تسجيله لهاتريك.
في 3 يوليو 2019، وقع دي توماس عقدًا مدته خمس سنوات مع بطل الدوري البرتغالي نادي بنفيكا لقاء رسوم انتقال بقيمة 20 مليون يورو.

## حياته الشخصية
كان والد دي توماس، المعروف أيضًا باسم راؤول (من مواليد 1967)، لاعب كرة قدم ومهاجمًا أيضًا. قضى معظم مسيرته المهنية في دوري الدرجة الثالثة الاسباني.

## الإحصائيات
آخر تحديث 18 مايو 2019.
| النادي               | الموسم                                    | الدوري | الدوري  | الكأس  | الكأس   | قاري   | قاري    | المجموع | المجموع |
| النادي               | الموسم                                    | الظهور | الأهداف | الظهور | الأهداف | الظهور | الأهداف | الظهور  | الأهداف |
| -------------------- | ----------------------------------------- | ------ | ------- | ------ | ------- | ------ | ------- | ------- | ------- |
| ريال مدريد ج         | 2011–12                                   | 1      | 0       | —      | —       | —      | —       | 1       | 0       |
| ريال مدريد ج         | 2012–13                                   | 14     | 8       | —      | —       | —      | —       | 14      | 8       |
| ريال مدريد ج         | 2013–14                                   | 1      | 0       | —      | —       | —      | —       | 1       | 0       |
| ريال مدريد ج         | المجموع                                   | 16     | 8       | —      | —       | —      | —       | 16      | 8       |
| ريال مدريد ب         | 2012–13                                   | 7      | 0       | —      | —       | —      | —       | 7       | 0       |
| ريال مدريد ب         | 2013–14                                   | 27     | 7       | —      | —       | —      | —       | 27      | 7       |
| ريال مدريد ب         | الدوري الإسباني الدرجة الثانية بي 2014–15 | 28     | 7       | —      | —       | —      | —       | 28      | 7       |
| ريال مدريد ب         | المجموع                                   | 62     | 14      | —      | —       | —      | —       | 62      | 14      |
| ريال مدريد           | 2014–15                                   | 0      | 0       | 1      | 0       | 0      | 0       | 1       | 0       |
| قرطبة (إعارة)        | 2015–16                                   | 26     | 6       | 1      | 0       | —      | —       | 27      | 6       |
| بلد الوليد (إعارة)   | 2016–17                                   | 36     | 14      | 2      | 1       | —      | —       | 38      | 15      |
| رايو فايكانو (إعارة) | 2017–18                                   | 32     | 24      | 0      | 0       | —      | —       | 32      | 24      |
| رايو فايكانو (إعارة) | 2018–19                                   | 33     | 14      | 1      | 0       | —      | —       | 34      | 14      |
| رايو فايكانو (إعارة) | المجموع                                   | 65     | 38      | 1      | 0       | —      | —       | 66      | 38      |
| الإجمالي             | الإجمالي                                  | 188    | 71      | 5      | 1       | 0      | 0       | 193     | 72      |

## الإنجازات

### النادي
رايو فايكانو
- دوري الدرجة الثانية الإسباني (1): 2017–18[26]

### الفردية
- لاعب الشهر في دوري الدرجة الثانية الإسباني (2): فبراير 2018،[27] أبريل 2018[28]

## وصلات خارجية
- راؤول دي توماس على موقع الاتحاد الأوربي (الإنجليزية)
- راؤول دي توماس على موقع قاعدة بيانات كرة القدم.إي يو (الإنجليزية)
- راؤول دي توماس على موقع ليكيب (الفرنسية)
- راؤول دي توماس على موقع ناشيونال فوتبول تيمز (الإنجليزية)
- راؤول دي توماس على موقع Soccerbase.com (لاعب) (الإنجليزية)
- راؤول دي توماس على موقع Soccerway.com (الإنجليزية)
- راؤول دي توماس على موقع عالم كرة القدم.نت (الإنجليزية)
- راؤول دي توماس على موقع AS.com (الإسبانية)
- راؤول دي توماس على Transfermarkt